# Petr (apoštol)

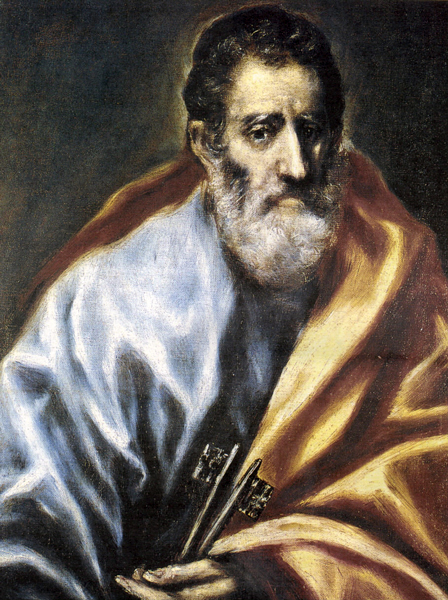
El Greco: Svatý Petr (po 1600)

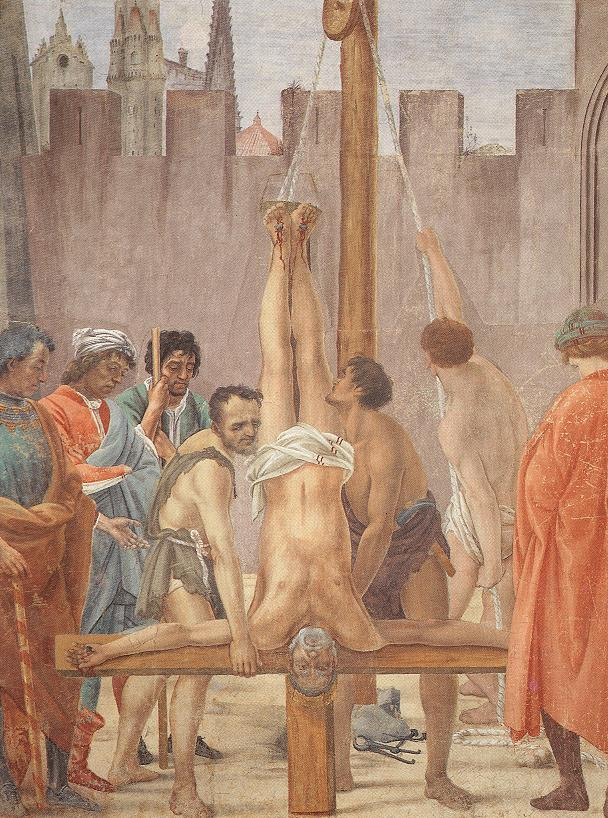
Ukřižování svatého Petra

Svatý Šimon (Simon, Simeon) zvaný Petr byl jeden z dvanácti apoštolů – prvních učedníků Ježíše Krista.
Za Ježíšova života měl mezi apoštoly zřejmě jisté výsadní postavení a po jeho smrti se stal jedním z představených společenství raných křesťanů. Podle křesťanské tradice později působil v Římě, kde zemřel mučednickou smrtí.
Katolickou církví je považován za prvního římského biskupa (cca 30–64/67) a římští biskupové na základě apoštolské posloupnosti od něj odvozují svůj primát v církvi s titulem papeže. Nad jeho domnělým hrobem stojí nejvýznamnější katolický kostel, bazilika svatého Petra.

## Život a legenda
Podle biblických pramenů se Petr narodil v Betsaidě jako syn rybáře Jana nebo Jonáše a jeho rodné jméno bylo Šimon. Základní vzdělání získal v otcovském domě a synagogální škole. Oženil se a usadil se v Kafarnau, vesnici u Genezaretského jezera, a se svým bratrem Ondřejem se živili rybářstvím. Podle legendy se jeho manželka jmenovala Perpetua a dcera Petronila.

### Následovník Ježíše
Když jednou se svým bratrem Ondřejem vrhal síť do vody, šel okolo Ježíš a vyzval oba rybáře, aby ho následovali. Bratři uposlechli a Šimon se od té chvíle stal nejvěrnějším Kristovým učedníkem.
Byl svědkem mnoha Ježíšových činů a zázraků. Například hned při návštěvě v jeho domě v Kafarnau uzdravil Ježíš Petrovu tchyni. Ježíš mu při prvním setkání udělil přezdívku Kefa (Kefas), která se do řečtiny překládá jako Petros, česky Petr. Kefa znamená aramejsky kámen, případně skála. Řecké petros je mužského rodu, ženský rod petra znamená skála, obdobně i v latině petrus a petra. Známý biblický citát používá význam přezdívky ve slovní hříčce: „A já ti pravím, že ty jsi Petr, a na této skále zbuduji svou církev a brány pekel ji nepřemohou.“ Mt. 16, 18. Z tohoto citátu se také odvozuje, že si právě Petra Ježíš vyvolil, aby se stal prvním z dvanácti apoštolů, které vybral mezi svými učedníky, aby hlásali evangelium a konali zázraky.
Postava Petra má v sobě i cosi obecně lidského a nadčasového. Přestože byl prvním z vyvolených a přestože byl podle evangelií svědkem mnoha zázraků, neubránil se pochybnostem. Na Kristovu výzvu kráčel Petr po vlnách a málem utonul, protože zapochyboval. Jindy Petr správně rozpoznal v Kristu Božího syna. Když ale Kristus předpověděl své utrpení, Petr se jej pokusil kárat a odradit od jeho poslání. Tehdy mu Kristus dokonce řekl: „Jdi mi z cesty, satane!“ (protože Petr se z lidských pohnutek postavil do cesty Božímu plánu spásy, a tím se, ovšem nevědomky, stal pomocníkem ďábla). Když vojáci přišli Krista zatknout, Petr se jej snažil bránit mečem a jednomu veleknězovu sluhovi uťal ucho. Později však ze strachu třikrát prohlásil, že Krista nezná, přesně tak, jak mu sám Kristus předpověděl: „Dříve než kohout zakokrhá, třikrát mne zapřeš“.
Celá následující část je převyprávěním legendy. Není odlišeno to málo, co víme kriticky historicky.

### Po Kristově ukřižování
Když se po seslání Ducha svatého apoštolové rozešli do světa, zůstal Petr po nějaký čas v Jeruzalémě. Byla mu dána moc uzdravovat nemocné. Prvním uzdraveným byl muž od narození chromý, který na chrámových schodech prosil o almužnu. Petr jej vzal za ruku a přikázal mu: „Vstaň a choď!“ V té chvíli byl muž zdráv, vešel do chrámu, děkoval Bohu a pro Petra to byl významný krok k získání autority představitele církve.
Po Kristově smrti a zmrtvýchvstání se skutečně ujal řízení tehdy ještě nepatrné skupiny věřících. Řídil volbu apoštola Matěje jako náhrady za zrádce Jidáše, vynesl rozsudek nad Ananiášem a Zafirou, a zejména otevřel církev pro příslušníky nežidovských národů. Nechal pokřtít Cornelia bez obřízky a na prvním církevním sněmu v roce 50 v Jeruzalémě prosadil, že věřící nemusejí dodržovat obřadní předpisy podle Mojžíšových knih Starého zákona.

### Pronásledování křesťanů
Když judský král Herodes Agrippa viděl, jak v celé zemi roste počet Kristových stoupenců, začal je krutě pronásledovat. Také Petr byl uvězněn a odsouzen k smrti. Podařilo se mu však z vězení uniknout. V noci před popravou se v žaláři zjevil anděl, zázračně rozlomil Petrovy okovy a vyvedl ho na svobodu. Petr potom navštívil křesťanské komunity v Asii a posléze se vrátil do Jeruzaléma.

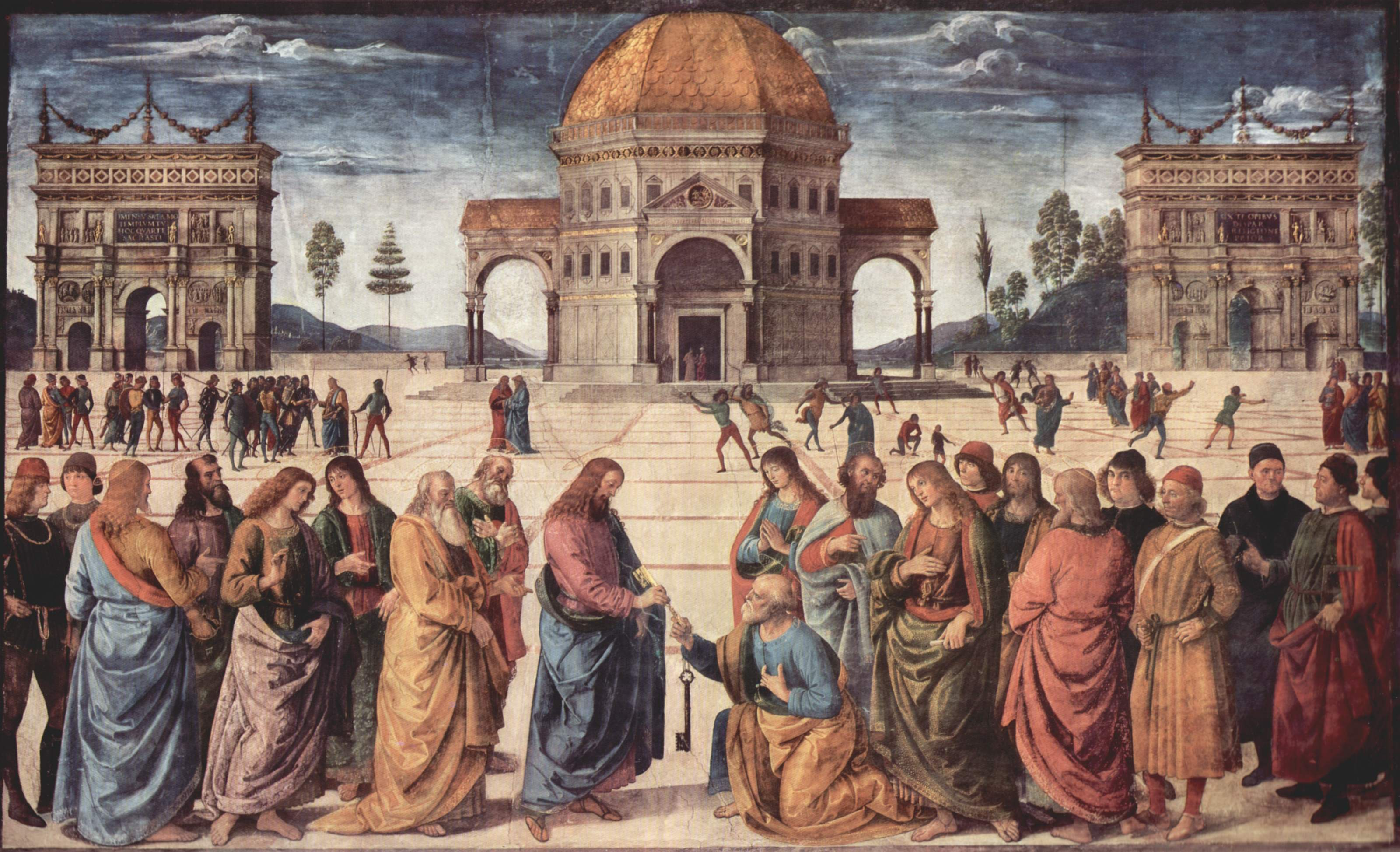
Pietro Perugino: Kristus předává Petrovi klíče od brány nebeské. Sixtinská kaple

Velmi úzce spolupracoval s apoštolem Pavlem. Pavel byl římským občanem, kázal proto Římanům a Petr jako Žid zase Židům a příslušníkům jiných národů. Židé neměli v Římě snadné postavení, i když Římané byli v otázkách náboženství velmi tolerantní. Považovali však všechny cizince a jinověrce za poněkud nedůvěryhodné.
Místem dalšího Petrova působení se stala Antiochie, kde se stal prvním biskupem. Po několika letech ustanovil svého nástupce a odcestoval do Říma. Podle tradice a raně křesťanského románu Akta Petrova měl Petr z Antiochie odcestovat do Říma, kde se stal také prvním biskupem a kde byl nakonec zajat a odsouzen k smrti ukřižováním.

### Smrt z Neronových rukou
Z 18. na 19. července 64 vypukl v Římě velký požár. Trval téměř týden a zničil deset ze čtrnácti městských obvodů. Císař Nero nalezl viníka v křesťanech. Bylo zahájeno široké pronásledování křesťanů a mnoho jich bylo popraveno na břehu Tibery v Neronově cirku.

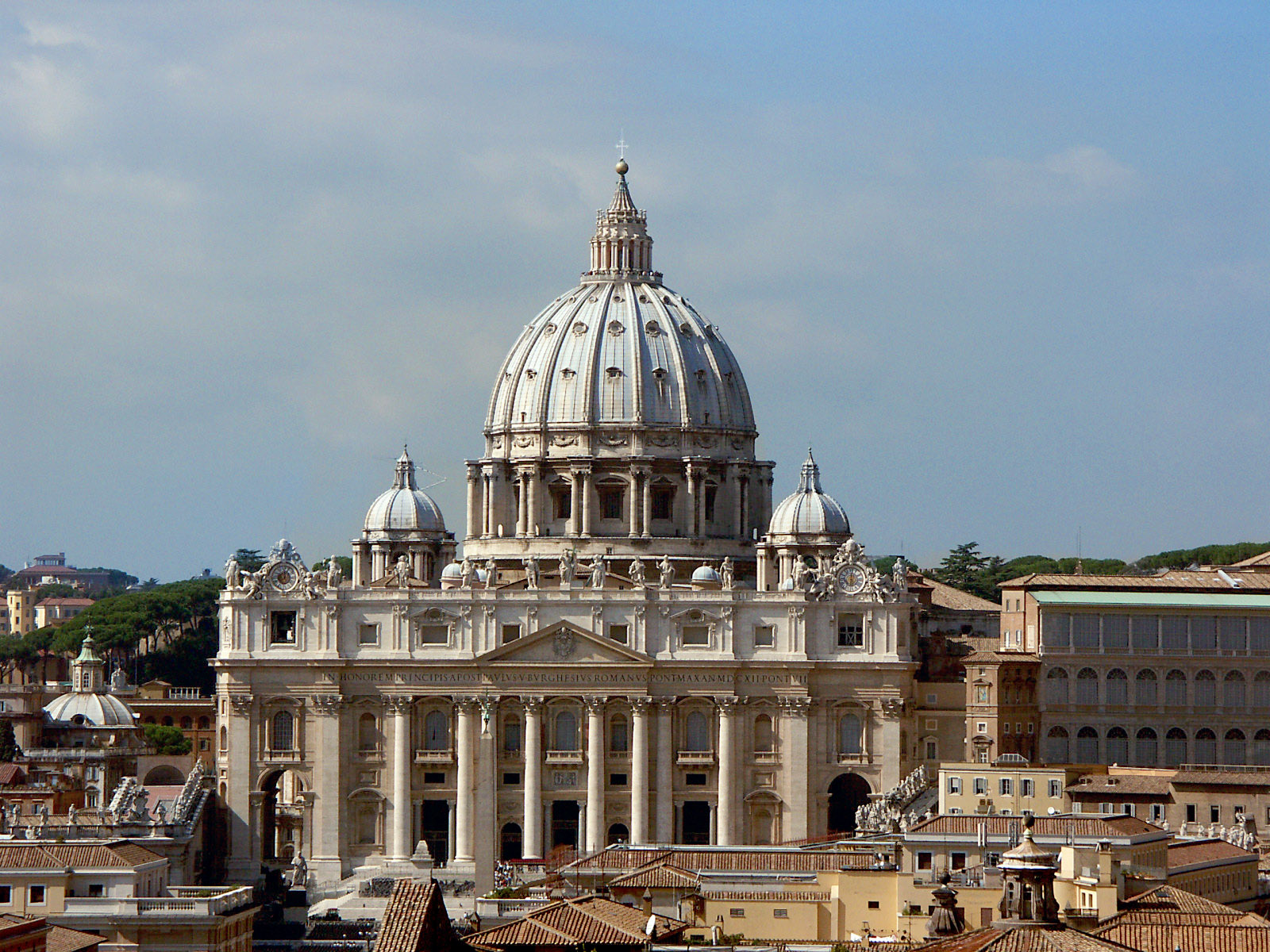
Svatopetrská bazilika v Římě

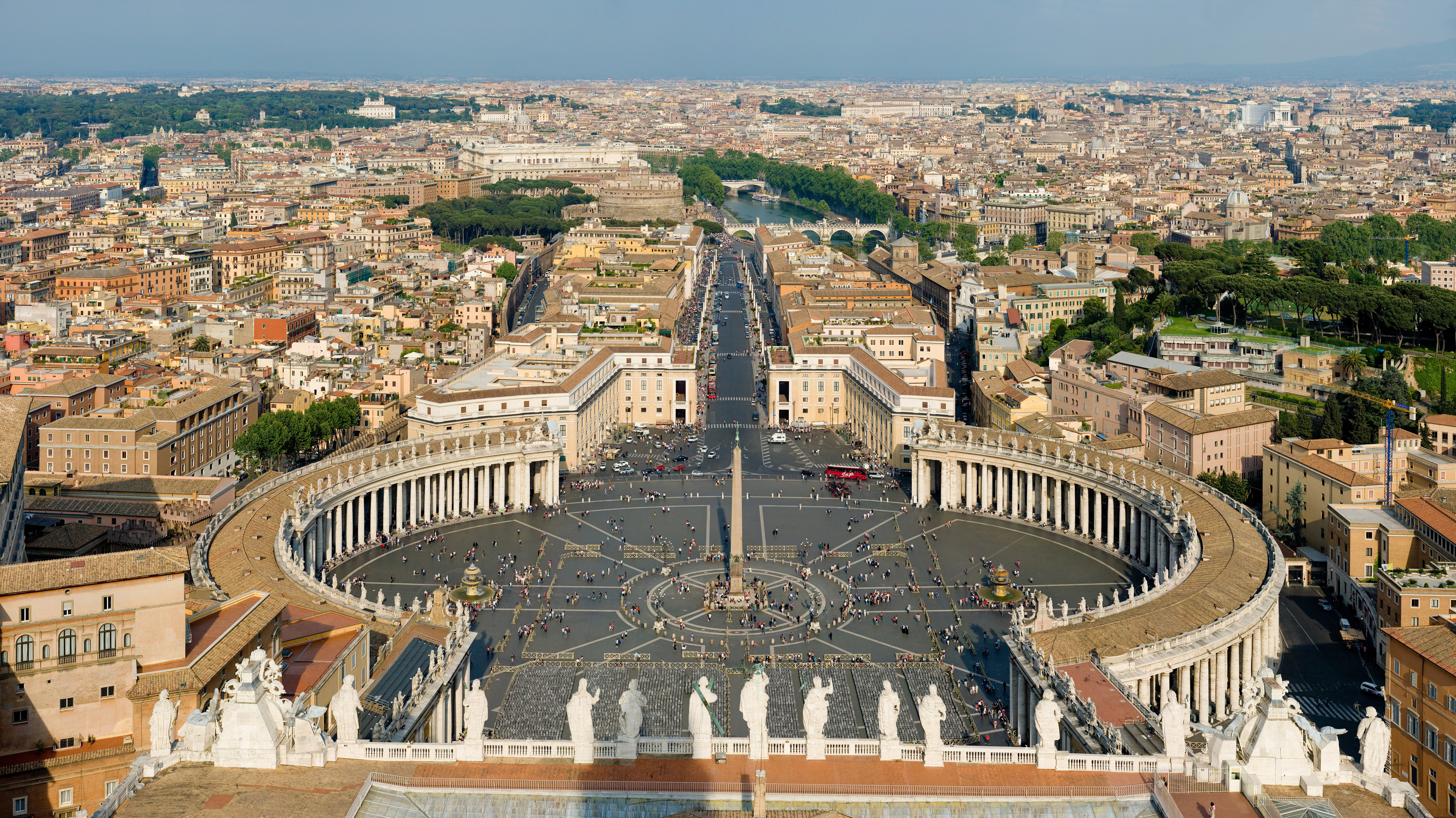
Svatopetrské náměstí před Svatopetrskou bazilikou

Věřící prosili Petra, aby se uchýlil do bezpečí. Podle legendy se vydal na cestu, aby unikl pronásledování. Sotva však vyšel z brány, spatřil proti sobě kráčet Krista. Zeptal se ho: „Quo vadis, Domine?“ (Kam kráčíš, Pane?) Ježíš mu odpověděl: „Venio iterum crucifigi“ (Přicházím se dát podruhé ukřižovat.) Petr se zastyděl a vrátil se. Poté byl v Římě zajat a odsouzen k smrti ukřižováním. Protože se však nepovažoval za hodna zemřít stejným způsobem jako jeho Pán, požádal, aby ho ukřižovali hlavou dolů. Jeho následovníci ho v noci sňali z kříže a pochovali u severní zdi Neronova cirku, kudy probíhala cesta Via Cornelia. O 30 let později tam Anaklét dal postavit malou kapli, ze které se stalo poutní místo. Později za vlády císaře Konstantina I. Velikého zde byla postavena Bazilika svatého Petra.

## Úcta

### Patron

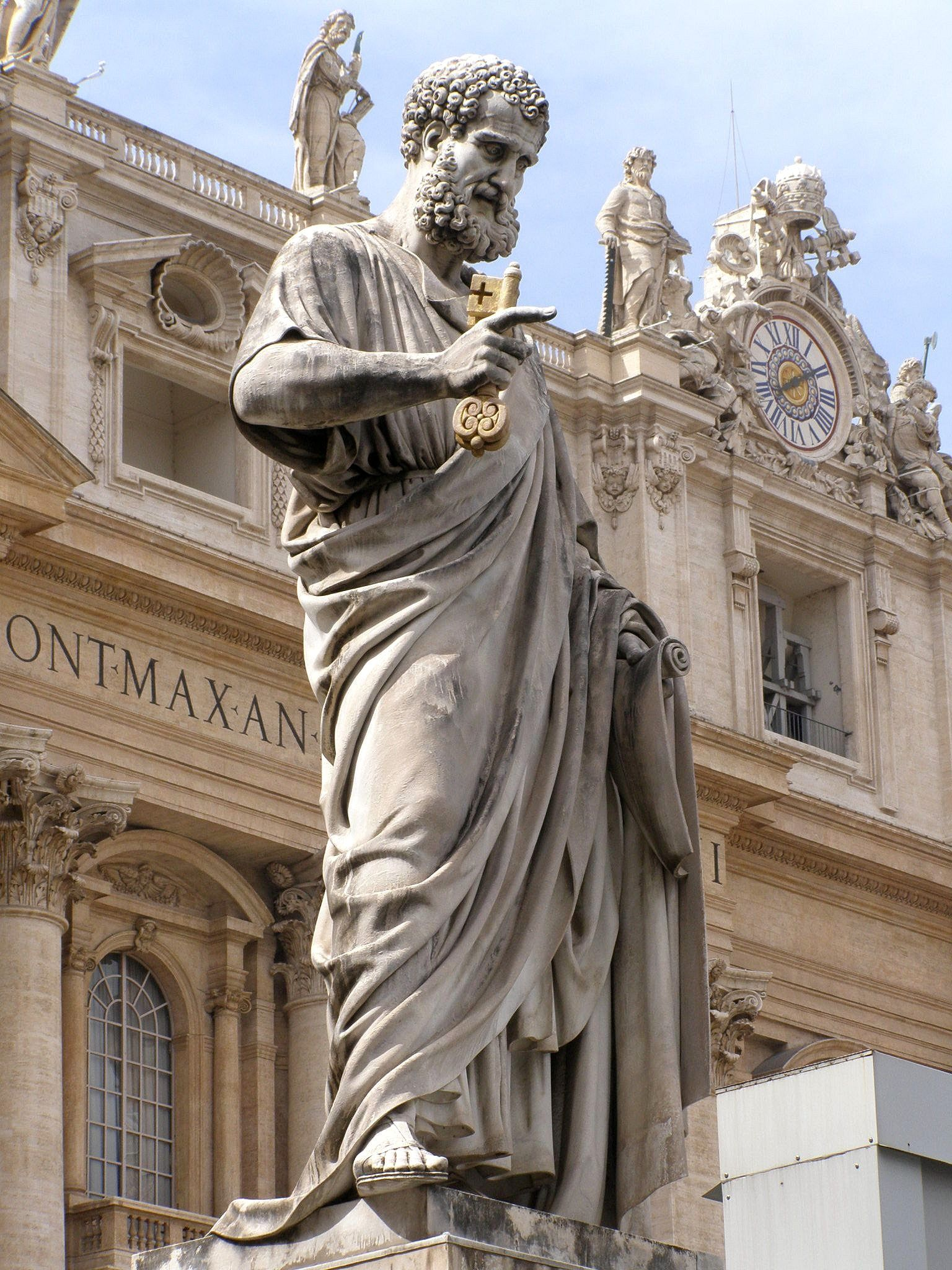
Socha svatého Petra ve Vatikánu

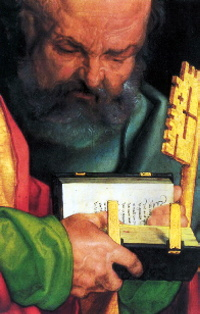
Albrecht Dürer, Svatý Petr

Sv. Petr je patronem papežů, církve, řady řemesel (například cihlářů, hodinářů, hrnčířů, kameníků, kovářů, lodníků, moštářů, motorkářů, rybářů a obchodníků s rybami, řezníků, sklářů, síťařů, slévačů olova, soukeníků, trosečníků, truhlářů, valchařů, zámečníků či zedníků). Dále je patronem kajícníků, zpovídajících se a panen, a měst Chartres, Lovaně, Leidenu, Peterborough, Petrohradu, Říma a Trevíru. Petr je i ochráncem proti hadímu uštknutí, proti krádeži a pomocníkem proti vzteklině, posedlosti, bolesti nohou. Jeho záštitou je dlouhověkost.

### Svátky
Svátek se podle občanského i církevního kalendáře slaví 29. června společně se svátkem svatého Pavla. V církevním kalendáři najdeme ještě další dny zasvěcené svatému Petru, a to: 22. únor a 1. srpen.

### Ikonografie
Dva zkřížené klíče, obrácený kříž (byl ukřižován hlavou dolů), berla s třemi příčnými břevny (papežská), kniha (evangelium), kohout (jeho zapření Krista), a někdy i ryba nebo loď (symboly církve a křesťanství, ale i rybářství)

## Petrovy listy
Dva listy komunitám křesťanů v Asii jsou součástí Nového zákona. Ačkoliv je v nich Petr uveden jako odesilatel listů, většina badatelů soudí, že listy jsou spíše dílem jeho žáků a následovníků.

## Apoštol Petr v mormonismu
Podle mormonismu byl apoštol Petr předsedou kvóra 12 apoštolů a držel klíče Melchisedechova kněžství. Údajně se roku 1829 spolu s apoštolem Janem a Jakubem zjevil proroku Josephu Smithovi, aby mu předal klíče vyššího kněžství. Podle mormonské víry jde o základ Boží pravomoci, skrze niž mohl Joseph Smith založit („znovuzřídit“) Kristovu církev. Podle mormonského chrámového obřadu Obdarování se Petr zjevil prvnímu člověku Adamovi a předal mu tokeny, znamení a hesla kněžství (více viz Obdarování).